# 아이티 민두당
아이티 민두당(프랑스어: Parti Haïtien Tèt Kale; PHTK; 아이티어: Pati ayisyen an Tèt Kale)은 아이티의 정당이다. 2012년 8월 16일 창당되었다.
2012년 8월 16일 공식 창당했다. 미셀 마르텔리 대통령은 이 당의 당원이었던 적이 없지만, 민두당은 정부와 제휴 관계에 있었다.
2015년 아이티 대통령 선거 때 조베넬 모이세가 민두당 후보로 출마했다. 같은 해 의회선거에서 원로원에 후보 11명, 대의원에 후보 99명을 11명의 후보를 출마시켜 각각 5명과 31명을 당선시켰다. 현재 의석수는 대의원 26석, 원로원 2석이다.
조베넬 모이세는 현직 대통령 마르텔리의 지지를 받아 2015년 선거에서 승리했고, 해당 선거가 무효화된 뒤 2016년 아이티 대통령 선거에서 다시 승리했다. 2021년 7월 7일 모이세 대통령이 사택에서 암살되었다.
논란의 2015년 대선 이후 민두당은 일부 아이티인 및 아이티계 미국인들에게 "부패"하고 "무능"한 것으로 여겨졌다. 마이애미에 거주하는 많은 아이티계 미국인들이 민두당을 "도둑놈들"이라고 생각한다.